# イェール美術学校

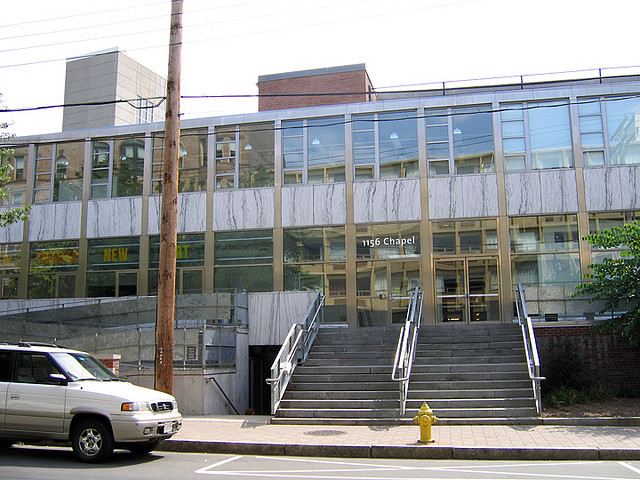
グリーン・ホール

イェール美術学校（Yale School of Art）は、イェール大学の美術学校、専門職大学院。

## 沿革
- 1869年 イェール美術学校（Yale School of Art）設立[1]。
- 1952年 イェール美術建築学校（Yale School of Art and Architecture）に改組[1]。
- 1972年 イェール美術学校（Yale School of Art）、イェール建築学校（Yale School of Architecture）に分離[1]。

## 教育
美術修士（Master of Fine Arts）を授与する。
また、イェール・カレッジの学部生の教育も行う。